# Brasil Hot 100
Brasil Hot 100 é uma parada musical de canções no Brasil, publicada semanalmente pela revista Billboard Brasil. Lançada pela primeira vez em outubro de 2009, a parada era inicialmente publicada mensalmente e classificava as canções mais executadas em estações de rádio do Brasil a partir de dados recolhidos pela Crowley Broadcast Analysis e era nomeada Brasil Hot 100 Airplay. A primeira canção número um na parada foi "Halo" de Beyoncé. A partir de 2014, passou a ser publicado semanalmente. A revista publicou a última edição da Brasil Hot 100 Airplay em 28 de janeiro de 2019; a Crowley continuou publicando o ranking a partir de uma página própria, lançada em 2018. Posteriormente, a revista encerrou suas operações por razões não divulgadas.
Quando a Billboard Brasil retornou em agosto de 2023, a Brasil Hot 100 foi relançada. A nova parada é baseada em streaming a partir de dados recolhidos pela Luminate. O número um atual na semana de 21 de abril de 2025 é "Tubarões" de Diego & Victor Hugo.

## História
A revista Billboard Brasil foi lançada em 14 de outubro de 2009. A revista adotou o formato básico da Billboard norte-americana, apresentando tanto as paradas Brasil Hot 100 Airplay quanto Billboard 200, além de artigos sobre música regional e internacional, bem como paradas regionais e internacionais. Essas paradas foram compiladas com base no relatório de análise de transmissão da Crowley Broadcast Analysis, que monitorava 265 estações de rádio em todo o país. A Billboard Brasil deixou de ser publicada em janeiro de 2015, passando a trabalhar somente em seu site. O encerramento das atividades ocorreu em janeiro de 2019. Em 15 de maio de 2023, foi anunciado que a Billboard Brasil seria relançada. A revista retornou em agosto de 2023. A parada Brasil Hot 100 também foi reintroduzida.

## Canções número um

### 2009–2018
- 2009
- 2010
- 2011
- 2012
- 2013
- 2014
- 2015
- 2016
- 2017
- 2018

### 2023–presente
- 2023
- 2024
- 2025